# Ezequiel Cirigliano
Ezequiel Cirigliano est un footballeur argentin né le 24 janvier 1992 à Buenos Aires en Argentine. Il joue au poste de milieu au CD Zacatepec.
Cirigliano participe au Championnat des moins de 17 ans de la CONMEBOL 2009 et à la Coupe du monde des moins de 17 ans 2009 avec l'équipe d'Argentine des moins de 17 ans.
Il participe au Championnat des moins de 20 ans de la CONMEBOL 2011 et à la Coupe du monde des moins de 20 ans 2011 avec l'équipe d'Argentine des moins de 20 ans. Il participe également aux Jeux panaméricains de 2011 avec cette équipe.

## Palmarès
- Finaliste du Championnat des moins de 17 ans de la CONMEBOL 2009 avec l'Argentine.